# Kylešovice (przystanek kolejowy)
Kylešovice – przystanek kolejowy w Opawie (w dzielnicy Kylešovice), w kraju morawsko-śląskim, w Czechach przy ulicy U Zastávky. Znajduje się na wysokości 260 m n.p.m. i leży na odcinku wspólnym linii 314 i 315.